# Rönne å
Rönne å ou Rönneån est un petit fleuve situé en Scanie, dans le Sud de la Suède. 

## Géographie
Le fleuve commence au niveau du lac Ringsjön et parcourt ensuite 83 km avant de se jeter dans la baie Skälderviken du Cattégat, au niveau de la ville d'Ängelholm. Si on ajoute la rivière Hörbyån, principal affluent du lac, on obtient une longueur de 120 km. Le débit moyen est de 22 m3/s, ce qui en fait le deuxième principal fleuve de la région après le Helge å. Le débit varie fortement au cours de l'année.
Historiquement, le courant du fleuve était utilisé pour faire fonctionner des papeteries à Klippan. De nos jours, trois petites centrales hydroélectriques se situent le long de son cours: Forsmöllan (1,2 MW, 5 GWh/an), Klippan (760 kW, 4 GWh/an) et Stackarp (680 kW, 2,6 GWh/an).